# Seznam písní skupiny 4TET
Seznam písní skupiny 4TET uvádí přehled všech písní tohoto uskupení.

## A
- „Addams Family Theme“ – 1st[1]

## B
- „Blue Moon“ – 3rd[2]
- „Bolero“ – 3rd[2]

## C
- „Colours Of The World“ – 3rd[2]

## D
- „Dívka s vlasy jako len“ – 1st[1]
- „Dobrý den“ – 3rd[2]

## H
- „Hlava mazaná“– 2nd[3]
- „Hlava mazaná – Garage mazec“ – 2nd[3]
- „Holubí dům“ – 2nd[3]
- „Hotel Ritz“ – 1st[1]
- „Hotel Ritz – RitzMix“ – 1st[1]
- „How Deep Is Your Love“ – 1st[1]

## Ch
- „Chtíc aby spal“ – 1st[1]

## I
- „Imagine“ – 3rd[2]
- „Introduction“ – 2nd[3]

## J
- „Já to tady vedu“ – 1st[1]
- „Je jaká je“ – 3rd[2]
- „Jeanne D'Arc“ – 2nd[3]
- „Ještě tě mám plnou náruč“ – 1st[1]

## K
- „Kde domov můj“ – 1st[1]

## L
- „Lady Carneval“ – 2nd[3]
- „Láska“ – 3rd[2]
- „Lion Sleep Tonight“ – 1st[1]
- „Love and Marriage“ – 2nd[3]
- „Love of My Life“ – 2nd[3]

## O
- „Oh, Baby, Baby“ – 1st[1]

## P
- „Prstýnek“ – 3rd[2]

## R
- „Robinson“ – 2nd[3]
- „Robinson – HoodMix“ – 2nd[3]

## S
- „Singin' In The Rain“ – 1st[1]
- „Stranger On The Shore“ – 2nd[3]

## T
- „Tears In Heaven“ – 1st[1]
- „The Flinstones“ – 3rd[2]
- „Thriller“ – 3rd[2]
- „Ticket To Ride“ – 3rd[2]
- „Tuning“ – 2nd[3]

## Y
- „Yvetta“ – 1st[1]

## Z
- „Zemědělská“ – 3rd[2]
- „Znala panna pána“ – 3rd[2]